# The Gods Themselves
The Gods Themselves (No Brasil: O Despertar dos Deuses ou Os Próprios Deuses, Em Portugal: O planeta dos Deuses) é uma obra de Isaac Asimov, famoso escritor de ficção científica, publicada em 1972.
O livro é divido em três passagens distintas que, apesar de fazerem parte da mesma narrativa, possuem muitas diferenças em sua estrutura.
O título do livro (os próprios deuses) e o título de suas três partes teriam sido inspirados na citação de Friedrich Schiller (1759–1805): "Mit der Dummheit kämpfen Götter selbst vergebens." ("Contra a estupidez os próprios deuses lutam em vão")

## Enredo
O livro narra um estranho acontecimento, quando cientistas descobrem que uma amostra de Tungstênio-186 foi estranhamente trocada por outra de Plutônio-186. Acontece que o Plutônio-186 não é estável e nem mesmo possível, segundo as leis da física conhecidas, e por isso, em pouco tempo o elemento perde a sua estabilidade e começa a liberar radiação. O radioquímico Frederick Hallam cria a teoria de que este elemento teria vindo de um outro universo, onde as leis da física pudessem aceitar a existência do mesmo. O elemento ao chegar ao nosso universo seria capaz de se manter estável, por trazer parte de seu verdadeiro universo, mas com o tempo, o nosso universo conseguia fazer valer suas leis sobre ele e o Plutônio-186 se desestabilizava.
Através das experiências de trocas dos elementos, os cientistas recebem placas enviadas por seres deste "outro universo" (Para-Universo), onde eles descreviam como criar uma máquina que faria a troca de elementos dos dois lados, recebendo a Terra o Plutônio-186, e enviando para eles o Tungstênio-186 (assim como Plutônio-186 em nosso mundo, o Tungstênio-186 seria instável e radioativo no Para-Universo). Esta máquina (chamada de "Bomba Eletrônica") seria capaz assim de criar energia radioativa cíclica e infinita, para os dois lados.
Dr. Peter Lamont, que estava trabalhando em um artigo sobre a história da Bomba de Elétrons, chega a conclusão de que tal Bomba traria a ruína ao nosso universo. Com a troca constante de "leis" entre ambos os universos, suas regras se misturariam e tudo que faz o nosso universo funcionar como é, aos poucos se desestabilizaria. Isto foi previsto pelo Dr. Hallam, mas a prazos de bilhões de anos. De acordo com Denison, podia acontecer em menos de cem anos.

## Um livro, três histórias
1. Contra a estupidez...
A primeira parte narra a descoberta do Plutônio-186 e a criação da Bomba Eletrônica, sendo o Dr. Frederick Hallam aclamado como o pai do projeto. Mas o que parecia ser uma solução perfeita para os problemas de energia da Terra, poderia significar uma grande desgraça. Investigando os fatos e indivíduos envolvidos em torno da criação da Bomba Eletrônica, o jovem Dr. Peter Lamont chega a conclusão de que esta poderia significar a aniquilação do Universo. Ele passa a investigar a tradução das placas enviadas pelos seres do Para-Universo com a ajuda de um perito linguístico, Dr. Myron Bronowski. A situação complica-se quando começam a surgir placas com mensagens de que a Bomba seria perigosa, ao mesmo tempo que os esforços de Lamont em provar sua teoria da possível destruição não se vêem reconhecidos.
2. ...Os próprios deuses...
A parte mais fantástica do livro, narra sobre o Para-Universo, um mundo habitado por seres fantásticos, de natureza completamente diferente da vida encontrada na Terra.
Os Para-Seres estariam divididos em 2 grupos em seu mundo, os "Suaves" e os "Duros".
Os Suaves são seres mais simples, de composição maleável, capazes de modificar suas formas (alguns até em formas gasosas). Os Suaves deviam se reunir em trindades (Tríades), sendo que cada ser da tríade possuía um tipo de personalidade que representava um dos 3 papéis existentes em seu mundo:
- Emocionais: eram a porção feminina da Tríade, os mais sutis e sensíveis, reunindo em si os sentimentos, emoções e preocupações.
- Parentais: representavam o lado instintivo da Tríade, responsáveis pela gestação, criação e educação dos filhos, a medida que nascem.
- Racionais: a parte intelectual do trio, com a capacidade de aprendizado, intelecto e raciocínio muito aguçados.

Os Duros representam a elite da sociedade dos Para-Seres, possuindo seus corpos mais sólidos e consistentes, sendo inteligentíssimos e responsáveis pela evolução do mundo. Para os Suaves, os Duros eram dignos de todo respeito, e a origem deles dentro de sua espécie nunca foi uma coisa muito clara (este fato é explicado mais adiante nesta parte do livro).
Na História temos Dua, a Emocional, que fazia parte de uma Tríade com Odeen, um Racional e Tritt, um Parental. Dua era considerada uma Esquerda-Em,  por ser uma Emocional com grande capacidade intelectual e por compreender os assuntos dos Racionais. No decorrer da história, Dua começa a tomar ciência sobre as verdadeiras intenções e implicações da Bomba Eletrônica, e se vê na tentativa de impedir o seu uso.
3. ...Disputam em vão?
O desfecho do livro é protagonizado pelo Dr. Benjamin Allan Denison (ex-colega de Frederick Hallam, e que foi ridicularizado por este, na época primeira da descoberta da amostra de Plutônio-186). Denison viaja até a Lua, procurando na colônia selenita um recomeço para sua carreira que fora destruída na Terra por Hallam. Lá conhece Selene, uma selenita que serve de guia a ele no diferente ambiente lunar. Logo, Denison vê-se novamente envolvido com os problemas da Bomba Eletrônica e se torna a peça chave para explicar as teorias que comprovam seu perigo e por elaborar uma possível solução para todo o problema.